# Rok Baskera
Rok Baskera, slovenski nogometaš, * 26. maj 1993, Celje.
Baskera je nedaknji profesionalni nogometaš, ki je igral na položaju vezista. V svoji karieri je igral za slovenske klube Šampion, Olimpijo in Krško, italijanski Kras Repen in avstrijski WSG Radenthein. Skupno je v prvi slovenski ligi odigral 59 tekem in dosegel dva gola. Z Olimpijo je osvojil naslov slovenskega državnega prvaka v sezoni 2015/16. Bil je tudi član slovenske reprezentance do 16, 18, 19 in 20 let.